# ヴォルフガング (プファルツ＝ツヴァイブリュッケン公)
ヴォルフガング（Wolfgang, 1526年9月26日 - 1569年6月11日）は、神聖ローマ帝国の領邦君主の1人。プファルツ系ヴィッテルスバッハ家傍系の出身でプファルツ＝ツヴァイブリュッケン公（在位：1532年 - 1569年）、プファルツ＝ノイブルク公（在位：1557年 - 1569年）。プファルツ＝ツヴァイブリュッケン公ルートヴィヒ2世とヘッセン方伯ヴィルヘルム1世の娘エリーザベトの一人息子。

## 生涯
父が死去した時はまだ幼かったため、叔父のループレヒトが後見人になり、1543年、ループレヒトにフェルデンツを譲ってプファルツ＝フェルデンツ伯とした。1557年、遠縁のプファルツ＝ノイブルク公オットー・ハインリヒのプファルツ選帝侯継承に伴い、ノイブルク公爵位を譲られた。1566年にはオスマン帝国戦争へ出陣した。
1569年、イングランド女王エリザベス1世の援助を受けてユグノー戦争で混乱しているフランス王国へ出兵、ブルゴーニュを侵略したが反撃に遭い、戦死した。遺領は5人の息子に分割された。

## 子女
1545年にヘッセン方伯フィリップの娘アンナと結婚、13人の子を儲けたが、4人が夭折した。
- クリスティーネ（1546年 - 1619年）
- フィリップ・ルートヴィヒ（1547年 - 1614年） - プファルツ＝ノイブルク公
- ヨハン1世（1550年 - 1604年） - プファルツ＝ツヴァイブリュッケン公
- ドロテア・アグネス（1551年 - 1552年）
- エリーザベト（1553年 - 1554年）
- アンナ（1554年 - 1576年）
- エリーザベト（1555年 - 1625年）
- オットー・ハインリヒ（1556年 - 1604年） - プファルツ＝ズルツバッハ公
- フリードリヒ（1557年 - 1597年） - プファルツ＝ツヴァイブリュッケン＝フォーエンシュトラウス＝パルクシュタイン公
- バルバラ（1559年 - 1618年） - ゴットフリート・フォン・エッティンゲンと結婚。
- カール1世（1560年 - 1600年） - プファルツ＝ツヴァイブリュッケン＝ビルケンフェルト公。プファルツ＝ビルケンフェルト家の祖。
- マリア・エリーザベト（1561年 - 1629年） - ライニンゲン＝ダグスブルク＝ハルテンブルク伯エミッヒ12世と結婚。
- ズザンナ（1564年 - 1565年）